# Daniel Hugo Martins
Daniel Hugo Martins (Montevideo, 12 de julio de 1927 - 5 de junio de 2016) fue un abogado, profesor y político uruguayo perteneciente al Partido Nacional.

## Carrera
Graduado como abogado en la Universidad de la República. Experto en Derecho Administrativo, ejerció la docencia en la Universidad durante un dilatado periodo (1952-1989); publicó numerosas obras de referencia. Trabajó activamente en la profesión de abogado desde que egresó de la  Facultad de Derecho, fundando una firma legal que lleva su nombre.
Militó en el Movimiento Nacional de Rocha. 
Fue elegido en dos ocasiones al Concejo Departamental de Montevideo, en las elecciones de 1958 (por la mayoría blanca encabezada por Daniel Fernández Crespo), y nuevamente en las elecciones de 1962 (por la minoría). Posteriormente ingresó como Ministro de Hacienda (1964-1965), siendo acompañado en la Subsecretaría por su colega Héctor Lorenzo Ríos. Después se desempeñó en el Directorio del Banco de la República Oriental del Uruguay (1965-1967).
Durante la presidencia de Luis Alberto Lacalle, fue vicepresidente del Banco Central del Uruguay en 1991-1993; después ocupó la titularidad del Ministerio de Defensa Nacional entre el 18 de agosto de 1993 y el 14 de febrero de 1995; y brevemente por unos días en febrero de 1995, el Ministerio de Economía y Finanzas.